# Ullbagge
Ullbagge (Lagria hirta) är en skalbagge som tillhör familjen svartbaggar. Ett karakteristiskt kännetecken för arten är dess täta ljusa behåring tillsammans med dess gulbruna täckvingar.

## Kännetecken
Ullbaggen blir 7-10 millimeter lång och har gulbruna täckvingar. Antenner, huvud, halssköld, undersidan av kroppen och benen är svarta. På täckvingarna och även på halsskölden, huvudet och benen finns tätt med fina ljusa hår. Honans täckvingar är mer utvidgade bakåt än hanens, och honans bakkropp ser ovanifrån bredare ut än hanens. Hanen kan förutom på sin slankare kropp skiljas från honan på sina större ögon och på längden på det yttersta antennsegmentet, som är nära dubbelt så långt som motsvarande segment hos honan.

## Levnadssätt
Den fullbildade skalbaggen kan ses från slutet av maj till slutet av juli, ofta på blommande örter och buskar. I slutet av juli söker sig skalbaggen ner till markskiktet. Honorna lägger då ägg i markskiktet vilka kläcks efter omkring åtta dygn (enligt uppgifter från Tyskland, 1961). Larvens föda är förmultnande växtdelar. Efter att ha övervintrat förpuppar sig larven på försommaren följande år och en ny generation fullbildade skalbaggar kommer sedan fram.